# James FitzGerald-Kenney
James Fitzgerald-Kenney (* 1. Januar 1878; † 21. Oktober 1956) war ein irischer Politiker der Cumann na nGaedheal und der Fine Gael.

## Biografie
Nach dem Schulbesuch studierte er Rechtswissenschaft und war nach Beendigung des Studiums als Rechtsanwalt tätig. Seine nationale politische Laufbahn begann er als Kandidat der Cumann na nGaedheal mit der erstmaligen Wahl zum Abgeordneten (Teachta Dála) des Unterhauses (Dáil Éireann), in dem er nach sechs anschließenden Wiederwahlen bis 1944 die Interessen des Wahlkreises Mayo South vertrat. Seit der Wahl 1937 war er Vertreter der Fine Gael im Unterhaus.
Von August bis Oktober 1927 war er mit Ausnahme einer kurzen Unterbrechung Parlamentarischer Sekretär beim Justizminister. Im Anschluss gehörte er als Justizminister vom 12. Oktober 1927 bis zum 9. März 1932 dem Exekutivrat des Irischen Freistaates als Mitglied an.
Nachdem er bei den Wahlen 1944 eine Niederlage erlitten hatte, schied er aus dem Dáil aus und zog sich aus der Politik zurück.